# Mercurio rojo

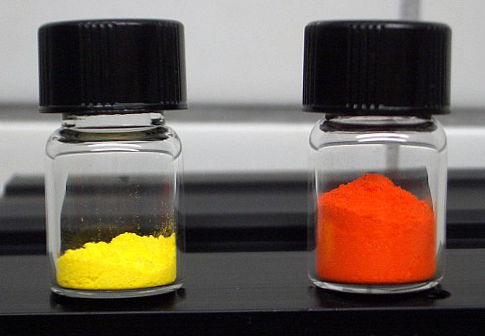
Formas β (izquierda) y α (derecha) del yoduro de mercurio (II), un compuesto químico real que no posee capacidad explosiva. A temperaturas inferiores a 126°C existe en la forma alfa cristalina roja, mientras que a más de 126°C transiciona a la forma beta amarilla.

El mercurio rojo es una sustancia ficticia de composición incierta, supuestamente empleada en la creación de bombas nucleares, así como en una diversidad de sistemas de armamento sin relación alguna. En realidad esta sustancia no existe como tal.
No está en la tabla periódica, por ende no existe, su comercialización es meramente una forma de estafa. 
Se supone que es yoduro de mercurio, un polvo de color escarlata, venenoso, inodoro, insípido e insoluble en agua, que se vuelve de color amarillo cuando es calentado a más de 126 °C debido al cambio termocromático en su estructura cristalina. Sin embargo, las muestras de «mercurio rojo» obtenidas de potenciales terroristas arrestados invariablemente consistían en nada más que diversos pigmentos rojos o polvos de poco valor, que pueden haber sido vendidos como parte de una campaña para detener a potenciales traficantes de materiales nucleares.
El bulo del «mercurio rojo» se reportó por primera vez en 1979, y fue objeto de atención periódica por parte de los medios de comunicación en la década de 1990. Se llegó a publicar que esta sustancia podía valer hasta 1,8 millones de dólares por kilogramo.

## Historia
Las menciones del mercurio rojo sólido aparecieron por primera vez a fines de la década de 1980 en los principales medios de comunicación soviéticos y occidentales. Los artículos nunca especificaban que era exactamente el mercurio rojo, pero a pesar de esto afirmaban que era de gran importancia en las bombas nucleares, o que era empleado para construir armas de fisión intensificada. Casi tan pronto como surgieron los relatos, las personas empezaron a tratar de comprarlo. En aquel momento la naturaleza exacta de la sustancia empezó a cambiar, para finalmente transformarse en cualquier cosa en la cual estuviera interesado el comprador. Como lo informó la revista New Scientist en 1992, un reporte del Laboratorio Nacional Lawrence Livermore indicó que:

Cuando el mercurio rojo apareció por primera vez en el mercado negro internacional hace 15 años atrás, el material nuclear supuestamente de alto secreto era "rojo" porque provenía de Rusia. Cuando reapareció el año pasado en los estados ex-comunistas de Europa del Este, ya había adquirido un color rojo. Pero entonces, como un reporte del Departamento de Energía de los Estados Unidos revela, las transformaciones misteriosas del mercurio rojo son la mercancía en oferta.

El reporte, compilado por investigadores del Laboratorio Nacional Los Alamos, muestra que en las manos de timadores y estafadores, el mercurio rojo puede hacer casi cualquier cosa que el ambicioso demagogo del Tercer Mundo desee. ¿Quieres un atajo para fabricar una bomba atómica? ¿Quieres la clave del sistema de guía de los misiles balísticos soviéticos? ¿O tal vez quieras la alternativa rusa a la pintura antiradar del bombardero furtivo? Lo que necesitas es mercurio rojo.

Un hecho clave en la historia del relato del mercurio rojo fue un artículo del periódico ruso Pravda, publicado en 1993. Afirmando estar basado en memorandos de alto secreto filtrados, sus autores indicaban que el mercurio rojo era:

[Un] material superconductor empleado para producir explosivos convencionales y para bombas nucleares de alta precisión, superficies "furtivas" y ojivas autoguiadas. Sus principales usuarios son importantes compañías de la industria aeroespacial y nuclear en Estados Unidos y Francia, junto a naciones que aspiran unirse al club nuclear, tales como Sudáfrica, Israel, Irán, Irak y Libia.

El Channel 4 produjo dos documentales televisivos sobre el mercurio rojo, que fueron emitidos en 1993 y 1994, Trail of Red Mercury y Pocket Neutron, los cuales afirmaban tener "reveladoras evidencias que los científicos rusos habían diseñado una bomba de neutrones miniatura empleado un misterioso compuesto llamado mercurio rojo".
Samuel T. Cohen, un físico estadounidense que trabajó en la construcción de la bomba atómica, dijo en su autobiografía que el mercurio rojo es fabricado "mezclando materiales nucleares especiales en cantidades muy pequeñas dentro del compuesto ordinario y luego insertado la mezcla en un reactor nuclear o bombardeándola con el rayo de un acelerador de partículas". Al ser detonada, esta mezcla supuestamente se vuelve "extremadamente caliente, lo cual permite el incremento de presiones y temperaturas que son capaces de encender el hidrógeno pesado y producir una bomba de neutrones de fusión pura en miniatura".
El mercurio rojo era ofrecido para su venta por empresarios rusos a través de Europa y el Medio Oriente, quienes encontraron muchos compradores que pagarían casi cualquier cantidad por la sustancia, incluso a pesar de que no tenían idea de lo que era. Un estudio llevado a cabo en 1997 para el Bulletin of the Atomic Scientists es quizás el mejor sumario del tema:

El precio solicitado para el mercurio rojo iba desde $100.000 a $300.000 por kilogramo. A veces el material podía ser irradiado o transportado en contenedores con símbolos radioactivos, tal vez para convencer a los potenciales compradores de su valor estratégico. Pero las muestras capturadas por la policía solamente contenían óxido de mercurio (II), yoduro de mercurio (II), o mercurio mezclado con colorante rojo - difícilmente materiales interesantes para los fabricantes de armas.

Después del arresto de varios hombres en Inglaterra en septiembre de 2004, por la sospecha de que estaban tratando de comprar un kilogramo de mercurio rojo por £300.000, el Organismo Internacional de Energía Atómica hizo una declaración desmintiendo las afirmaciones sobre que la sustancia es real. "El mercurio rojo no existe", dijo el portavoz. "Todo el asunto es un montón de sinsentidos". Cuando el caso fue juzgado en el Old Bailey en abril de 2006, estuvo claro que el "falso jeque" Mazher Mahmood del News of the World había trabajado con la policía para atrapar a los tres hombres, Dominic Martins, Roque Fernandes y Abdurahman Kanyare. Ellos fueron procesados por "intento de financiar o adquirir bienes para el terrorismo" y "tener un artículo (una sustancia a base de mercurio altamente peligrosa) para el terrorismo". Según el acusador, se creía que el mercurio rojo era un material que podía causar una gran explosión, posiblemente hasta una reacción nuclear, pero el hecho que el mercurio rojo existiese o no fue irrelevante para la acusación. Los tres hombres fueron declarados inocentes en julio de 2006.

## Análisis
Una variedad de distintos artículos han sido analizados químicamente como supuestas muestras de "mercurio rojo" desde que la sustancia captó la atención de los medios informativos, pero no se encontró una sola sustancia en aquellos artículos. Una muestra de material radioactivo fue capturada por la policía alemana en mayo de 1994. Esta consistía en una compleja mezcla de elementos, incluyendo un 10% de su peso en plutonio, estando formado el resto por 61% de mercurio, 11% de antimonio, 6% de oxígeno, 2% de yodo y 1,6% de galio. Una fórmula del componente pulverulento de la mezcla era Hg6Sb2O8 (ciclopiroortoantimoniato de mercurio (II)), con una parte del mercurio presente en su forma metálica pura. Se desconoce el motivo de la creación de esta compleja mezcla de elementos químicos; igualmente desconcertante fue la presencia de fragmentos de vidrio y cerdas de escobilla, indicando que a alguien se le escapó una botella de esta sustancia y luego la barrió dentro de un nuevo contenedor.
En contraste, un análisis efectuado en 1998 a una muestra distinta de "mercurio rojo" concluyó que la muestra era una mezcla no radioactiva de mercurio elemental, agua y yoduro de mercurio (II), que es una substancia química de color rojo. Igualmente, el análisis de otra muestra recuperada en Zagreb en noviembre de 2003 mostró que este artículo solamente contenía mercurio. Una fórmula que se afirmó anteriormente para el mercurio rojo era Hg2Sb2O7 (piroantimoniato de mercurio (II)), pero no se detectó antimonio en la muestra de 2003.

## Explicaciones
El mercurio rojo ha sido descrito por varios comentaristas[¿quién?], y la naturaleza exacta de su supuesto mecanismo de funcionamiento variaba mucho entre ellos. Sin embargo, en general ninguna de estas explicaciones parecen ser defendibles científica o históricamente.

### Trasfondo
Las armas termonucleares en etapas tradicionales consisten en dos partes, una fisión "primaria" y una fusión/fisión "secundaria". La energía liberada por la fisión primaria al explotar es empleada para comprimir (indirectamente) la secundaria e iniciar una reacción de fusión. Los explosivos convencionales son demasiado débiles para producir el nivel de compresión necesario.
La parte primaria es generalemte construida del menor tamaño posible, debido al hecho que la energía liberada por la parte secundaria es mucho mayor, por lo cual es generalmente ineficaz construir una parte primaria grande. Hay un límite inferior en el tamaño del que puede construirse la parte primaria, conocido como masa crítica. Para el plutonio de calidad militar, esta es de alrededor de 10 kg. Este peso puede reducirse a través del uso de reflectores de neutrones o ingeniosas distribuciones de explosivos convencionales para comprimir el núcleo, pero en general estos métodos incrementan el tamaño y la complejidad del aparato.
Debido a la necesidad de una fisión primaria y la dificultad de purificar materiales fisibles de calidad militar, la mayoría de los esfuerzos del control de armas para limitar la proliferación nuclear se basaron en la detección y el control de los materiales fisibles, así como el equipo necesario para su obtención.

### Atajo hacia el material fisionable
Una teoría popular a mediados de la década de 1990 era que el mercurio rojo facilitaba el enriquecimiento del uranio hasta una pureza de calidad militar. Convencionalmente, tal enriquecimiento se efectúa por lo general con centrifugadoras Zippe y toma varios años. Se especuló[¿quién?] que el mercurio rojo eliminaría este costoso y largo paso. A pesar de que esto no eliminaba la posibilidad de detectar el material, éste podía escapar a la detección durante el enriquecimiento, ya que las instalaciones que albergan las centrifugadoras empleadas en este proceso son muy grandes y precisan de equipos que pueden ser fácilmente rastreables a nivel internacional. En teoría, al eliminar tales equipos se facilitaría la construcción clandestina de un arma nuclear.

### Atajo hacia el material fusible
Una clave de la parte secundaria de una bomba de fusión es el deuteruro de litio-6. Al ser irradiado con neutrones de alta energía, el Li-6 crea tritio, que se mezcla con el deuterio en la misma mezcla y se fusiona a una temperatura relativamente baja. Los diseñadores de armas rusos han reportado (1993) que mercurio rojo era el nombre clave del litio-6, el cual tiene una afinidad por el mercurio y suele tomar un color rojo debido a las impurezas del mercurio durante su proceso de separación.

### El mercurio rojo como balotécnico
Samuel T. Cohen, el "padre de la bomba de neutrones", afirmó por algún tiempo que el mercurio rojo es un potente compuesto químico con propiedades explosivas conocido como balotécnico. La energía liberada durante su reacción es supuestamente suficiente para comprimir directamente la parte secundaria sin la necesidad de una fisión primara en un arma termonuclear. Él afirmó que había aprendido que los científicos soviéticos perfeccionaron el uso de mercurio rojo y lo emplearon para producir bombas de fusión pura del tamaño de una pelota de softball que pesaban tan poco como 4,5 kg, las cuales fueron producidas en grandes cantidades.
Él llegó a afirmar que el motivo por el cual esto no era ampliamente conocido era que elementos dentro de la estructura de poder de Estados Unidos lo mantenían deliberadamente "bajo cubierta" debido a las amenzanantes implicaciones que un arma semejante habría tenido en la proliferación nuclear. Como una bomba de mercurio rojo no necesitaría material fisible, parecería imposible protegerse contra su amplia proliferación con las metodologías de control de armas nucleares existentes. En lugar de hacerlo así, ellos simplemente afirmaban que no existe, mientras reconocían su existencia de forma privada. Cohen también afirmó que cuando el presidente Boris Yeltsin llegó al poder, él autorizó en secreto la venta del mercurio rojo en el mercado internacional y que versiones falsas de este eran a veces ofrecidas a compradores ingenuos.
Las afirmaciones de Cohen parecen ser científicamente difíciles de sustentar. La cantidad de energía liberada por la fisión primaria es miles de veces más grande que la energía liberada por explosivos convencionales, y pareciera[¿quién?] que el uso del "mercurio rojo" sería en cantidades mucho más pequeñas que las necesarias. Además, los materiales balotécnicos son aquellos que no explotan, por lo que es difícil de entender como su energía puede ser empleada para producir compresión.
Adicionalmente, parece que no hay una confirmación independiente de cualquier tipo respecto a las afirmaciones de Cohen sobre la realidad del mercurio rojo. Los científicos[¿quién?] a cargo de los laboratorios donde el material pudo haber sido producido han desmentido públicamente las afirmaciones (véase abajo), al igual que varios colegas estadounidenses, inclusive Edward Teller.
Según Cohen, el veterano diseñador de armas nucleares Dr. Frank Barnaby llevó a cabo entrevistas secretas con científicos rusos que le contaron que el mercurio rojo era producido al disolver óxido de antimoniato de mercurio en mercurio, calentando e irradiando el amalgama resultante, para luego retirar el mercurio elemental mediante evaporación. La irradiación se llevaba a cabo ubicando la sustancia dentro de un reactor nuclear.

### Pintura antiradar
Como se mencionó anteriormente, uno de los orígenes del término "mercurio rojo" fue un artículo del periódico ruso Pravda, que afirmó que el mercurio rojo era un "material superconductor empleado para producir explosivos convencionales y para bombas nucleares de alta precisión, superficies "furtivas" y ojivas autoguiadas". Cualquier sustancia con este tipo de propiedades altamente diferentes sería sospechosa para la mayoría de las personas, pero el relato sobre sus propiedades furtivas continuó teniendo cierto atractivo mucho después que la mayoría descartó todo el relato.

### Operaciones contra el tráfico de material nuclear
Hay quienes creen que el mercurio rojo es la creación de una agencia de inteligencia o de una organización criminal con el propósito de engañar terroristas y estados que intentan adquirir tecnología nuclear en el mercado negro. Un reporte televisado indicó que la Unión Soviética animó a la KGB y al GRU a organizar operaciones para detectar a quienes buscaban negociar con materiales nucleares.[cita requerida] Los servicios de inteligencia soviéticos supuestamente crearon el mito de la necesidad del "mercurio rojo" para fabricar las armas nucleares que los terroristas y gobiernos podrían estar buscando. Los estados que ya tenían armas nucleares no hicieron nada para desmentir el mito.
En 1999, la revista Jane’s Intelligence Review sugirió que entre las víctimas de estafas con mercurio rojo figuraba Osama bin Laden.

### Mercurio rojo en el sur de África
Las organizaciones involucradas en el desminado y destrucción de municiones sin explotar han observado una creencia entre algunas comunidades del sur de África, según la cual el mercurio rojo puede encontrarse en ciertos tipos de municiones. Intentar extraer el mercurio rojo, que se cree sumamente valioso, se reportó como motivación para que dichas personas desarmaran municiones sin explotar, muriendo o resultando heridas en el proceso. En algunos casos se reportó que traficantes de armas inescrupulosos pueden haber propagado deliberadamente esta creencia en un intento por crear un mercado de municiones recuperadas.
Una explosión que mató a cinco personas en Chitungwiza, Zimbabue, fue atribuida a un intento de recuperar el mercurio rojo de una mina terrestre activa.

### Arabia Saudita
En abril de 2009 se reportó en Arabia Saudita que los rumores según los cuales las máquinas de coser Singer contenían "mercurio rojo" habían incrementado sustancialmente los precios de estas máquinas en el reino, llegándose a pagar hasta 200.000 RS por una sola máquina que anteriormente podía comprarse por 200 RS. Los creyentes en el rumor afirmaban que la presencia del mercurio rojo en las agujas de las máquinas de coser se podía detectar con un teléfono celular; si la señal se cortaba cuando el teléfono era situado cerca de la aguja, supuestamente demostraba que la sustancia estaba presente.
En Medina había un activo comercio con máquinas de coser, donde se podía ver a los compradores usando teléfonos celulares para revisar si las máquinas contenían mercurio rojo, mientras que se reportó que otros recurrieron al robo, con dos sastrerías en Dhulum que fueron violentadas y se les robó sus máquinas de coser. En otras partes, corrían rumores que una multinacional con sede en Kuwait estaba comprardo las máquinas Singer, mientras que en Al-Jouf, se les hizo creer a los habitantes que un museo local estaba comprando cualquier máquina de coser de esa marca que podía encontrar, con varias mujeres llegando al museo para vender sus máquinas Singer.[cita requerida]
Hay poco consenso entre los creyentes del relato sobre la naturaleza exacta o incluso el color del mercurio rojo, mientras que sus supuestos usos iban desde ser un componente esencial del poder nuclear, a tener la capacidad de invocar genios, extraer oro, o ubicar tesoros enterrados y llevar a cabo otras artes de magia. El portavoz oficial de la Policía de Riad dijo que los rumores habían sido esparcidos por bandas que trataban de estafar a las personas, además de negar la existencia de mercurio rojo en las máquinas de coser.

## El mercurio rojo en ficción
- En el cuento corto "A Tall Tale" escrito en 2012 por Charles Stross en Tor.com,[25] el mercurio rojo (y su empleo en un reactor experimental ruso) es mostrado como la causa del accidente del reactor B de Chernobil.
- En la película Red 2 protagonizada por Bruce Willis, el mercurio rojo es un arma que buscan los gobiernos estadounidense, británico y ruso, que fue descubierta por el Dr. Edward Bailey.
- En la serie de Netflix El mundo oculto de Sabrina, es usado cómo un alucinógeno por Nick Scratch